# La Soledad, Santa María Chilchotla
La Soledad är en ort i Mexiko.   Den ligger i kommunen Santa María Chilchotla och delstaten Oaxaca, i den sydöstra delen av landet, 270 km sydost om huvudstaden Mexico City. La Soledad ligger 556 meter över havet och antalet invånare är 201.
Terrängen runt La Soledad är huvudsakligen bergig, men åt sydost är den kuperad. La Soledad ligger nere i en dal. Runt La Soledad är det ganska tätbefolkat, med 139 invånare per kvadratkilometer. Närmaste större samhälle är Huautla de Jiménez, 13,8 km söder om La Soledad. I omgivningarna runt La Soledad växer i huvudsak städsegrön lövskog.